# Scytodes bertheloti
Scytodes bertheloti är en spindelart som beskrevs av Lucas 1838. Scytodes bertheloti ingår i släktet Scytodes och familjen spottspindlar. Utöver nominatformen finns också underarten S. b. annulipes.